# Llista de participants al Tour de França de 2004
En el Tour de França de 2004, 91a edició del Tour de França, hi van prendre part vint equips amb un total 188 ciclistes (tots els equips de 9 ciclistes menys l'Euskaltel-Euskadi, amb 8).
Hi van participar 20 dels 30 equips de la primera categoria de l'UCI, més un de segona categoria el Domina Vacanze.

## Llista de participants
Nota: R retirat; NP no surt; FT fora de control
| US Postal Service p/b Berry Floor | US Postal Service p/b Berry Floor | US Postal Service p/b Berry Floor | Illes Balears-Banesto  | Illes Balears-Banesto     | Illes Balears-Banesto  | AG2R Prévoyance | AG2R Prévoyance     | AG2R Prévoyance |
| --------------------------------- | --------------------------------- | --------------------------------- | ---------------------- | ------------------------- | ---------------------- | --------------- | ------------------- | --------------- |
| 1                                 | Lance Armstrong                   | 1º                                | 71                     | Francisco Mancebo         | 6º                     | 141             | Laurent Brochard    | 29º             |
| 2                                 | José Azevedo                      | 5º                                | 72                     | Daniel Becke              | R                      | 142             | Mikel Astarloza     | 62º             |
| 3                                 | Manuel Beltrán                    | 46º                               | 73                     | José Vicente García       | 86º                    | 143             | Samuel Dumoulin     | NP              |
| 4                                 | Viatxeslav Iekímov                | 80º                               | 74                     | José Iván Gutiérrez       | 51º                    | 144             | Stéphane Goubert    | 20º             |
| 5                                 | George Hincapie                   | 33º                               | 75                     | Vladímir Karpets          | 13º                    | 145             | Jaan Kirsipuu       | R               |
| 6                                 | Floyd Landis                      | 23º                               | 76                     | Denis Men'šov             | R                      | 146             | Iuri Krivtsov       | 95º             |
| 7                                 | Benjamín Noval                    | 66º                               | 77                     | Aitor Osa                 | 50º                    | 147             | Jean-Patrick Nazon  | 137º            |
| 8                                 | Pavel Padrnos                     | 79º                               | 78                     | Mikel Pradera             | R                      | 148             | Nicolas Portal      | 72º             |
| 9                                 | José Luis Rubiera                 | 19º                               | 79                     | Xabier Zandio             | 97º                    | 149             | Mark Scanlon        | 89º             |
| T-Mobile Team                     | T-Mobile Team                     | T-Mobile Team                     | Gerolsteiner           | Gerolsteiner              | Gerolsteiner           | Rabobank        | Rabobank            | Rabobank        |
| 11                                | Jan Ullrich                       | 4º                                | 81                     | Georg Totschnig           | 7º                     | 151             | Levi Leipheimer     | 9º              |
| 12                                | Rolf Aldag                        | 69º                               | 82                     | René Haselbacher          | NP                     | 152             | Michael Boogerd     | 74º             |
| 13                                | Santiago Botero                   | 75º                               | 83                     | Danilo Hondo              | 106º                   | 153             | Bram de Groot       | 111º            |
| 14                                | Giuseppe Guerini                  | 25º                               | 84                     | Sebastian Lang            | 78º                    | 154             | Erik Dekker         | 133º            |
| 15                                | Serguei Ivanov                    | 57º                               | 85                     | Sven Montgomery           | R                      | 155             | Karsten Kroon       | 115º            |
| 16                                | Matthias Kessler                  | NP                                | 86                     | Uwe Peschel               | 125º                   | 156             | Marc Lotz           | 90°             |
| 17                                | Andreas Klöden                    | 2º                                | 87                     | Ronny Scholz              | 53º                    | 157             | Grischa Niermann    | 65º             |
| 18                                | Daniele Nardello                  | 48º                               | 88                     | Fabian Wegmann            | R                      | 158             | Michael Rasmussen   | 14º             |
| 19                                | Erik Zabel                        | 59º                               | 89                     | Peter Wrolich             | 113º                   | 159             | Marc Wauters        | 112º            |
| Phonak Hearing Systems            | Phonak Hearing Systems            | Phonak Hearing Systems            | Cofidis                | Cofidis                   | Cofidis                | fdjeux.com      | fdjeux.com          | fdjeux.com      |
| 21                                | Tyler Hamilton                    | R                                 | 91                     | Stuart O'Grady            | 61º                    | 161             | Bradley McGee       | R               |
| 22                                | Martin Elmiger                    | 108º                              | 92                     | Frédéric Bessy            | NP                     | 162             | Sandy Casar         | 16º             |
| 23                                | Santos González                   | 31º                               | 93                     | Jimmy Casper              | 147º                   | 163             | Baden Cooke         | 139º            |
| 24                                | Bert Grabsch                      | 81º                               | 94                     | Christophe Edaleine       | 141º                   | 164             | Carlos Da Cruz      | 85º             |
| 25                                | José Enrique Gutiérrez            | 28º                               | 95                     | Jimmy Engoulvent          | 138º                   | 165             | Bernhard Eisel      | 131º            |
| 26                                | Nicolas Jalabert                  | 82º                               | 96                     | Dmitri Fofónov            | 87º                    | 166             | Frédéric Guesdon    | 129º            |
| 27                                | Óscar Pereiro                     | 10º                               | 97                     | David Moncoutié           | 34º                    | 167             | Christophe Mengin   | 84º             |
| 28                                | Santiago Pérez                    | 49º                               | 98                     | Janek Tombak              | R                      | 168             | Jean-Cyril Robin    | 47º             |
| 29                                | Óscar Sevilla                     | 24º                               | 99                     | Peter Farazijn            | 107º                   | 169             | Matthew Wilson      | 144º            |
| Euskaltel-Euskadi                 | Euskaltel-Euskadi                 | Euskaltel-Euskadi                 | Quick Step-Davitamon   | Quick Step-Davitamon      | Quick Step-Davitamon   | Saeco           | Saeco               | Saeco           |
| 31                                | Iban Mayo                         | NP                                | 101                    | Richard Virenque          | 15º                    | 171             | Gilberto Simoni     | 17º             |
| 32                                | Iker Camaño                       | 26º                               | 102                    | Paolo Bettini             | 58º                    | 172             | Stefano Casagranda  | NP              |
| 33                                | David Etxebarria                  | 77º                               | 103                    | Tom Boonen                | 120º                   | 173             | Mirko Celestino     | R               |
| 34                                | Unai Etxebarria                   | 92º                               | 104                    | Davide Bramati            | FT                     | 174             | Salvatore Commesso  | 124º            |
| 35                                | Iker Flores                       | 60º                               | 105                    | Laurent Dufaux            | 67º                    | 175             | Gerrit Glomser      | R               |
| 36                                | Iñigo Landaluze                   | 52º                               | 106                    | Servais Knaven            | 142º                   | 176             | David Loosli        | 105º            |
| 37                                | Egoi Martínez                     | 41º                               | 107                    | Juan Miguel Mercado       | 37º                    | 177             | Jörg Ludewig        | 55º             |
| 38                                | Haimar Zubeldia                   | R                                 | 108                    | Michael Rogers            | 22º                    | 178             | Ievgueni Petrov     | 38º             |
| 39                                | -                                 |                                   | 109                    | Stefano Zanini            | 126º                   | 179             | Marius Sabaliauskas | 42º             |
| Fassa Bortolo                     | Fassa Bortolo                     | Fassa Bortolo                     | Liberty Seguros-Würth  | Liberty Seguros-Würth     | Liberty Seguros-Würth  | Lotto-Domo      | Lotto-Domo          | Lotto-Domo      |
| 41                                | Alessandro Petacchi               | NP                                | 111                    | Roberto Heras             | NP                     | 181             | Robbie McEwen       | 122º            |
| 42                                | Marzio Bruseghin                  | 68º                               | 112                    | Dariusz Baranowski        | 94º                    | 182             | Christophe Brandt   | NP              |
| 43                                | Fabian Cancellara                 | 109º                              | 113                    | Allan Davis               | 98º                    | 183             | Nick Gates          | FT              |
| 44                                | Juan Antonio Flecha               | 93º                               | 114                    | Igor González de Galdeano | 44º                    | 184             | Thierry Marichal    | 101º            |
| 45                                | Aitor González                    | 45°                               | 115                    | Jan Hruška                | 117º                   | 185             | Axel Merckx         | 21º             |
| 46                                | Kim Kirchen                       | 63º                               | 116                    | Isidro Nozal              | 73º                    | 186             | Koos Moerenhout     | 100º            |
| 47                                | Filippo Pozzato                   | 116º                              | 117                    | Marcos Serrano            | 54º                    | 187             | Wim Vansevenant     | 140º            |
| 48                                | Matteo Tosatto                    | 110º                              | 118                    | Christian Vande Velde     | 56º                    | 188             | Rik Verbrugghe      | 43º             |
| 49                                | Marco Velo                        | R                                 | 119                    | Ángel Vicioso             | R                      | 189             | Aart Vierhouten     | FT              |
| Crédit Agricole                   | Crédit Agricole                   | Crédit Agricole                   | Brioches La Boulangère | Brioches La Boulangère    | Brioches La Boulangère | Domina Vacanze  | Domina Vacanze      | Domina Vacanze  |
| 51                                | Christophe Moreau                 | 12º                               | 121                    | Sylvain Chavanel          | 30º                    | 191             | Mario Cipollini     | NP              |
| 52                                | Aleksandr Botxarov                | 36º                               | 122                    | Walter Bénéteau           | 102º                   | 192             | Gian Matteo Fagnini | R               |
| 53                                | Julian Dean                       | 127º                              | 123                    | Anthony Charteau          | 103º                   | 193             | Massimo Giunti      | R               |
| 54                                | Pierrick Fédrigo                  | 76º                               | 124                    | Maryan Hary               | FT                     | 194             | Sergio Marinangeli  | NP              |
| 55                                | Patrice Halgand                   | 39º                               | 125                    | Laurent Lefèvre           | NP                     | 195             | Massimiliano Mori   | 121º            |
| 56                                | Sébastien Hinault                 | R                                 | 126                    | Jérôme Pineau             | 27º                    | 196             | Michele Scarponi    | 32º             |
| 57                                | Thor Hushovd                      | 104º                              | 127                    | Franck Renier             | 114º                   | 197             | Francesco Secchiari | 143º            |
| 58                                | Sébastien Joly                    | 146º                              | 128                    | Didier Rous               | R                      | 198             | Filippo Simeoni     | 118º            |
| 59                                | Benoît Salmon                     | 83º                               | 129                    | Thomas Voeckler           | 18º                    | 199             | Paolo Valoti        | R               |
| Team CSC                          | Team CSC                          | Team CSC                          | Alessio-Bianchi        | Alessio-Bianchi           | Alessio-Bianchi        | RAGT Semences   | RAGT Semences       | RAGT Semences   |
| 61                                | Ivan Basso                        | 3º                                | 131                    | Magnus Bäckstedt          | R                      | 201             | Christophe Rinero   | 92º             |
| 62                                | Kurt-Asle Arvesen                 | 123º                              | 132                    | Fabio Baldato             | 134º                   | 202             | Guillaume Auger     | 136º            |
| 63                                | Michele Bartoli                   | R                                 | 133                    | Alessandro Bertolini      | NP                     | 203             | Pierre Bourquenoud  | 130º            |
| 64                                | Bobby Julich                      | 40º                               | 134                    | Pietro Caucchioli         | 11º                    | 204             | Gilles Bouvard      | 128º            |
| 65                                | Andrea Peron                      | 64º                               | 135                    | Martin Hvastija           | NP                     | 205             | Sylvain Calzati     | 71º             |
| 66                                | Jakob Piil                        | NP                                | 136                    | Marcus Ljungqvist         | 132º                   | 206             | Frédéric Finot      | 145º            |
| 67                                | Carlos Sastre                     | 8º                                | 137                    | Claus Michael Møller      | 70º                    | 207             | Christophe Laurent  | 134º            |
| 68                                | Nicki Sørensen                    | 88º                               | 138                    | Andrea Noè                | 99º                    | 208             | Ludovic Martin      | 119º            |
| 69                                | Jens Voigt                        | 35º                               | 139                    | Scott Sunderland          | 96º                    | 209             | Eddy Seigneur       | FT              |